# Família d'Eos
La família Eos és una família prominent dels asteroides del cinturó principal que es creu que es va formar com a resultat d'una antiga col·lisió catastròfica. Els membres de la família comparteixen òrbites similars. Aquesta família rep el nom de l'asteroide (221) Eos.

## Història
En 1918, mentre l'astrònom japonès Kiyotsugu Hirayama estava estudiant en la Universitat Yale, va començar a examinar els moviments dels asteroides. Representant el moviment mitjà, l'excentricitat i la inclinació de les òrbites dels asteroides, va descobrir que alguns dels objectes formaven agrupacions. En un document de 1918 descriu tres d'aquests grups, entre ells la família Eos amb 19 membres. Des de llavors, el nombre de membres del grup familiar Eos ha seguit creixent, arribant a 289 el 1993.

## Característiques
Els asteroides de la família Eos tenen el semiexi major entre 2,99 i 3,03 ua, excentricitats entre 0,01 i 0,13, i les inclinacions entre 8° i 12°. Actualment hi ha prop de 4.400 membres coneguts. En la seva òrbita interna, els asteroides de la família tenen una ressonància orbital de 7:3 de mitjana amb Júpiter a 2,96 ua. El rang orbital també inclou la ressonància 9:4 de mitjana amb Júpiter a 3,03 ua. La majoria dels membres de la família es troben dins de la distància orbital d'aquest últim. La distribució de les grandàries dels asteroides suggereix que la família té al voltant de 1-2 milions d'anys d'antiguitat. La hipòtesi de Kiyotsugu Hirayama és que els asteroides d'aquesta família es van formar per una col·lisió catastròfica amb un objecte molt gran. Actualment, aquesta interpretació encara és acceptada per la comunitat astronòmica.
Les observacions dels membres de la família Eos mostren una signatura espectroscòpica similar. La variació en els espectres s'interpreta com la variació composicional resultant de la diferenciació parcial del cos principal. És a dir, abans de la ruptura, el cos matriu va ser en part segregat amb materials més densos que es van moure cap al nucli. Des de la ruptura, els membres de la família han patit erosió espacial.
Els asteroides de la família Eos s'assemblen als asteroides del tipus S. No obstant això, l'examen d'Eos i altres membres de la família amb infrarojos mostren algunes diferències amb els asteroides de tipus S. Com a resultat, la família Eos han creat la seva pròpia categoria com asteroides de tipus K. En termes de meteorits recollits en la Terra, aquesta categoria pot estar relacionat amb les condrites del tipus CO3 o CV3, en lloc del tipus OC. Els objectes que comparteixen òrbites similars a la família Eos i no tenen aquest espectre se suposa que són intrusos a l'atzar.
Les velocitats de rotació dels asteroides de la família Eos es distribueixen a l'atzar. Aquesta aleatorització és el resultat de col·lisions posteriors amb altres cossos, el que implica que els asteroides conserven certa «memòria» de la velocitat de rotació de l'objecte matriu; per tant, l'objecte original tenia una velocitat de rotació d'al voltant d'1 a 3 dies. Els models d'evolució d'aquesta diferència en la taxa de rotació de la família Eos implica que l'edat d'aquest grup pot ser comparable a del Sistema Solar. Les simulacions numèriques de la col·lisió que va crear a la família Eos suggereixen que el cos més petit que es va formar tenia al voltant d'un dècim de la massa de la matriu i que va ser colpejat des d'una direcció fora del pla de l'eclíptica. L'objecte matriu tenia un diàmetre estimat de 240 km. El millor model ha calculat que la família té una edat de 1,1 milions d'anys.

## Membres de la família Eos
Els membres de la família Eos inclouen els asteroides (221) Eos, (339) Dorothea, (450) Brigitta, (513) Centesima, (562) Salome, (633) Zelima, (639) Latona, (651) Antikleia, (653) Berenice, (661) Cloelia, (669) Kypria, (742) Edisona, (807) Ceraskia, (876) Scott, i (890) Waltraut, entre d'altres.
No tots els fragments del cos principal original s'han mantingut en la zona orbital ocupada per la família Eos. L'anàlisi espectroscòpic ha demostrat que alguns d'aquests asteroides es troben actualment en ressonància 9:4 de mitjana amb Júpiter. Aquests «fugitius» semblen relativament joves en comparació amb els altres membres de la família.